# Стратегическое шоссе
Стратегическое шоссе — шоссе в Голосеевском районе города Киева, местность Сапёрная слободка. Пролегает от улицы Циолковского до Сапёрно-Слободской улицы.
Присоединяются проспект Науки, улицы Малокитаевская, Большая Китаевская, Крымская, Павла Грабовского, Феодосейская и переулок Галушки Гулевичивны.

## История
Шоссе возникло в середине 1910-х годов под этим же названием как дорога к Наводническому (Стратегическому) мосту (временному мосту через Днепр, построенному во время Первой мировой войны в 1914—1915 годах). Простиралось до бывшей Набережно-Печерской улицы (близ нынешнего Надднепрянского шоссе).
В начале 1980-х годов сокращён до современных размеров во время реконструкции Сапёрно-Слободской улицы. В это же время снесена и часть старой застройки вдоль существующего отрезка Стратегического шоссе (в результате — ликвидирована Литовская улица, улица и переулок Латвийские, известные с 1910-х годов).